# 諾德勒畫廊
諾德勒畫廊（英語：M. Knoedler & Co.、/ˈnoʊdlər/)）是一家創立於1846年的美國紐約市藝術經銷商，曾為美國歷史最悠久的商業畫廊之一，該畫廊長期代理歐洲與美國藝術家的作品，並為美國知名收藏家及博物館提供藝術品。2011年，由於涉及欺詐案件，該畫廊最終關閉。

## 沿革
諾德勒畫廊的起源可追溯至法國巴黎的經銷商古皮爾公司，1846年，該公司在美國紐約設立分部。其中，來自德國巴登-符腾堡施瓦本格明德附近的阿尔夫多夫的米歇爾（後來改名為邁克爾）·諾德勒（Michel (Michael) Knoedler、1823-1878年），自1844年加入古皮爾工作後，於1852年移居紐約，負責該公司紐約分部的經營。1857年，他購併了美國分部，隨後由他的兒子羅蘭（1856-1932）、埃德蒙和查理斯負責業務，羅蘭在父親1878年去世後接管了公司。
在與經銷商查爾斯·卡斯特合作後，諾德勒在巴黎（1895年）、匹茲堡（1897年）和倫敦（1908年）開設了分支，並在卡斯特的影響下，發展成為領先的古画大师畫作經銷商。畫廊的客戶群涵蓋多位美國知名收藏家，包括柯利斯·亨廷頓、小沃爾特·珀西·克萊斯勒、康内留斯·范德比尔特、亨利·O·哈弗梅耶、小威廉·洛克斐勒、小沃爾特·P·克萊斯勒、約翰·雅各布·阿斯特、安德鲁·威廉·梅隆、约翰·皮尔庞特·摩根、亨利·克雷·弗里克等收藏家。此外，諾德勒畫廊與大都會藝術博物館、羅浮宮和泰特美術館等藝術機構亦保持合作。
其中，諾德勒畫廊與倫敦的P.&D.科爾納吉畫廊建立了合作關係，後者負責在歐洲搜尋藝術品，並由諾德勒畫廊推薦給美國富豪收藏家。20世紀 20至30年代，諾德勒畫廊與科爾納吉畫廊及柏林的馬蒂森畫廊（Matthiesen Gallery）共同參與蘇聯政府出售赫爾墨治博物館俄羅斯皇室收藏品出售的秘密交易。
1928年，羅蘭·克諾德勒退休後，畫廊經營權由其姪子查爾斯·亨舍爾（Charles Henschel）接任，並由卡門·梅斯莫（Carmen Mesmore）、查爾斯·卡斯泰爾斯及其子卡羅爾·卡斯特共同管理。1956年亨舍爾去世後，則由，E·科爾·科爾（E. Coe Kerr）和米歇爾·克諾德勒的孫子羅蘭·巴萊（Roland Balay）接手。1971年，工業家兼收藏家阿莫德·哈默250萬美元收購畫廊。1976年，諾德勒家族的最後一位成員羅蘭·巴萊退出管理層，標誌著克諾德勒家族結束在畫廊的經營。自1970年代末起，畫廊逐步轉向代理當代藝術作品。
自1990年阿曼·漢默以來，去世後，該畫廊由漢默基金會（Hammer Foundation）持有，並持續營運至2011年。關閉前，畫廊董事長為阿曼·漢默的孫子邁克爾·阿曼德·哈默。

## 位置

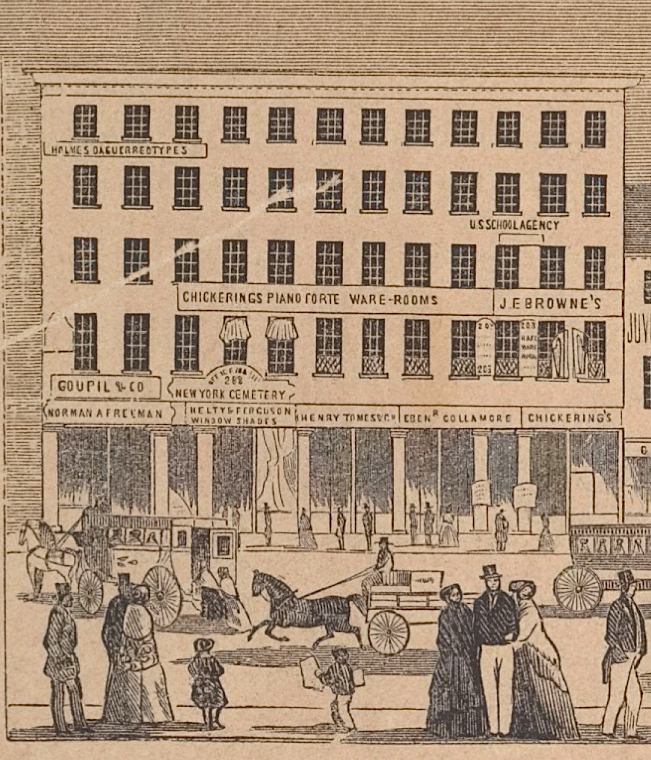
百老匯大道的畫廊店址描繪。（木刻，1854年）。

自成立以來，諾德勒畫廊已經搬遷過八次。店址最初設於百老匯大道，1890年代，畫廊遷至位於第五大道與34街交界的一棟聯排別墅，直到1911年，該建築因B.奧特曼公司大樓興建計畫而面臨拆除。此時，諾德勒畫廊搬遷至由卡雷爾與黑斯廷斯設計的新址——第五大道556號。1925年，畫廊再次遷至東57街14號，鄰近麥迪遜大道，該處同樣由卡雷爾與黑斯廷斯設計。1970年，畫廊投入大量資金，將位於東70街19號的一棟義大利文藝復興風格的聯排別墅改建為新展廳。
1996年，畫廊舉辦了成立150週年回顧展，展出了约翰·科普利的《華森與鯊魚》、托马斯·埃金斯的《音樂》（Music）以及愛德華·馬奈的《李子白兰地》等名作，並獲得科科倫藝術館、大都會藝術博物館和國家美術館等15家機構的作品借展，這對商業畫廊來說是一項重大的成就。
2011年2月，畫廊以3100萬美元出售其位於東70街19號的物業。2012年，畫廊試圖將部分剩餘藝術品進行拍賣。

## 爭議

### 納粹劫掠藝術
諾德勒畫廊曾涉及多起高調的纳粹劫掠藝術訴訟。其中一幅由亨利·马蒂斯創作的畫作於1941年被納粹從羅森伯格家族（Rosenberg family）手中沒收，並於1954年由諾德勒收購，最終於1996年由弗吉尼亞與普倫蒂斯·布洛代爾（Virginia and Prentice Bloedel）捐贈給西雅圖藝術博物館。 另一幅埃尔·格列柯的《紳士肖像》（Portrait of a Gentleman）於1944年被蓋世太保沒收，隨後經由維也納畫商弗雷德里克·蒙特（Frederick Mont）轉手至諾德勒。蒙特據稱曾與蓋世太保合作。這兩幅畫作經過訴訟後最終歸還原主。
2003年，美國斯普林菲爾德圖書館與博物館協會（Springfield Library and Museum Association）曾控告諾德勒，要求歸還一幅價值300萬美元的畫作。該畫作最終因涉及戰爭劫掠問題而被歸還給義大利。
諾德勒畫廊還涉及著名的卡西爾訴蒂森訴訟案件。該案圍繞卡米耶·畢沙羅於1897年創作的《聖奧諾雷街午後，雨中印象》。該畫最初由畫商法蘭克·珀爾斯代為寄售至諾德勒，後來被聖路易斯收藏家悉尼·勞倫斯·勞森（Sydney Schoenberg）購得，並轉手至史蒂芬·哈恩畫廊，最終於1976年由瑞士盧加諾的漢斯·海因里希·馮·蒂森-博內米薩男爵（Baron Hans Heinrich Thyssen-Bornemisza）收藏。這起案件經過多年的訴訟，成為納粹劫掠藝術歸還議題的案例之一。

### 羅薩萊斯詐欺案與畫廊關閉
2009年10月，諾德勒畫廊總裁安·弗里德曼辭職，當時外界盛傳畫廊可能銷售了由長島藝術經銷商格拉菲拉·羅薩萊斯（Glafira Rosales）提供的偽造畫作。
經調查後發現。自1994年至2011年期間，在弗里德曼的領導下，諾德勒畫廊共售出了近40幅偽造的抽象表現主義畫作，涉及畫家如罗伯特·马瑟韦尔、杰克逊·波洛克及马克·罗斯科等人。弗里德曼透過羅薩萊斯獲得這些畫作，而羅薩萊斯則從錢培琛（Pei-Shen Qian）手中取得偽造畫作。錢為一名居住在紐約皇后區的中國移民，據稱，他在自家的車庫內仿製這些名作，並用茶水或吸塵器內的灰塵製造歲月痕跡，使畫作看起來更具歷史感。每幅畫的利潤不到9,000美元，而羅薩萊斯則以數百萬美元的價格將其轉售給諾德勒。
2011年11月28日，諾德勒畫廊發布聲明，宣布畫廊因「商業考量」永久關閉，並聲稱此舉與當時涉及偽畫銷售的訴訟無關。
2012年，聯邦調查局開始調查至少24幅羅薩萊斯提供的畫作。儘管羅薩萊斯最初否認詐欺，但在2013年，他最終認罪，並承認向紐約兩家畫廊出售超過60幅偽造藝術品，並涉及洗錢、逃稅及電信詐欺等罪名。她被判刑三個月，並因與政府合作而獲得從輕處罰。2017年，羅薩萊斯被命令向受害者支付8,100萬美元的賠償金。
羅薩萊斯的男友、西班牙藝術經銷商何塞·卡洛斯·貝爾甘提尼奧斯·迪亞斯（José Carlos Bergantiños Díaz）及其兄弟赫蘇斯·安赫爾·貝爾甘提尼奧斯·迪亞斯（Jesús Ángel Bergantiños Díaz）也因詐欺罪名在美國遭到起訴。2014年，兩人在西班牙被捕並獲得保釋。2016年，西班牙法院裁定赫蘇斯可被引渡至美國，但以健康因素為由拒絕引渡何塞。
偽畫創作者錢培琛則在遭起訴後逃回中國，避開了美國的法律制裁。根據當時的調查，他每幅畫的報酬從數百美元到9,000美元不等。
這起藝術詐欺事件成為紀錄片的題材，2020年Netflix推出了由巴瑞·艾弗里奇執導的《瞞天過海：紐約史上最大贗品案》，詳細探討此案。同樣，達莉婭·普萊斯（Daria Price）執導的紀錄片《走向抽象》（Driven to Abstraction）於2019年倫敦首映，亦聚焦該醜聞及隨後的審判。

### 相關訴訟
2003年，高盛高管傑克·列維（Jack Levy）以200萬美元購買了一幅無標題的傑克遜·波洛克畫作，但國際藝術研究基金會拒絕認證其真實性。列維最終要求退款並獲得賠償。
同年，美國斯普林菲爾德圖書館與博物館協會（Springfield Library and Museum Association）控告諾德勒畫廊，要求歸還一幅價值300萬美元的雅各布·巴萨诺畫作《春耕》（Spring Sowing）。該畫作後來被證實為戰爭劫掠品，並被送回義大利。
2011年11月，畫廊關閉前一天，比利時对冲基金經理皮埃爾·拉格朗日提起訴訟，指控畫廊出售一幅標註為傑克遜·波洛克1950年作品的偽畫。他在2007年以1,700萬美元購買此畫，原以為該作品將被收錄於波洛克的權威畫作目錄中，然而該補編最終未能出版。經科學檢測，畫作的顏料中含有波洛克去世後才發明的成分，最終此案於2012年庭外和解。
2012年，湯姆·福特國際董事長多梅尼科·德索萊及其妻子艾莉諾（Eleanore）對畫廊提起訴訟，指控其在2004年以830萬美元向他們出售偽造的马克·罗斯科畫作《Untitled 1956》。2016年1月，此案正式開庭，夫妻倆與弗里德曼於2015年2月7日達成庭外和解，但仍對畫廊提出指控。
同年，華爾街高管約翰·D·霍華德提告，稱他於2007年以400萬美元購買的一幅威廉·德库宁畫作為贗品，案件於2015年12月庭外和解。
2021年，尤金·索遺產管理方與猶太藝術品收藏家瑪格麗特·艾森曼的繼承人達成和解，爭議涉及老卢卡斯·克拉纳赫畫作《復活》（The Resurrection）。而，該畫作的原擁有者艾森曼於1942年9月被驅逐至泰雷津集中營，後來在特雷布林卡灭绝营遇害，此後，被納粹劫掠的《復活》卻在1949年的蘇富比的拍賣會上再次出現，並經雨果·珀爾斯及諾德勒畫廊轉手後，由索收藏。然此案涉及納粹掠奪藝術品的歸還問題。

## 檔案
2012年，蓋蒂研究所宣布收購諾德勒畫廊的大部分檔案，涵蓋1850年至1971年。部分資料經數位化後公開上線。除畫廊於同年1月另行出售的參考圖書館外，此次收購幾乎囊括畫廊自1850年代至1971年（阿曼德·漢默接手）期間的完整營運記錄。檔案內容包括商業記錄、畫廊與客戶及藝術家的往來信件、客戶與藝術品卡片檔案、照片、版畫、珍本書籍、18世紀以來的銷售目錄及展覽布置計畫等。
此外，倫敦的保羅·梅隆英國藝術研究中心收藏了法蘭克·辛普森檔案，其中相當部分為諾德勒畫廊倫敦辦事處的記錄，時間跨度從20世紀初至1971年。這些資料由辛普森在1958年至1971年擔任圖書館員期間收集，內容包括五百多份檔案，涵蓋約四千至五千件藝術品的相關信件、圖像及來源記錄，其中大部分曾經由諾德勒畫廊交易。

## 外部連結

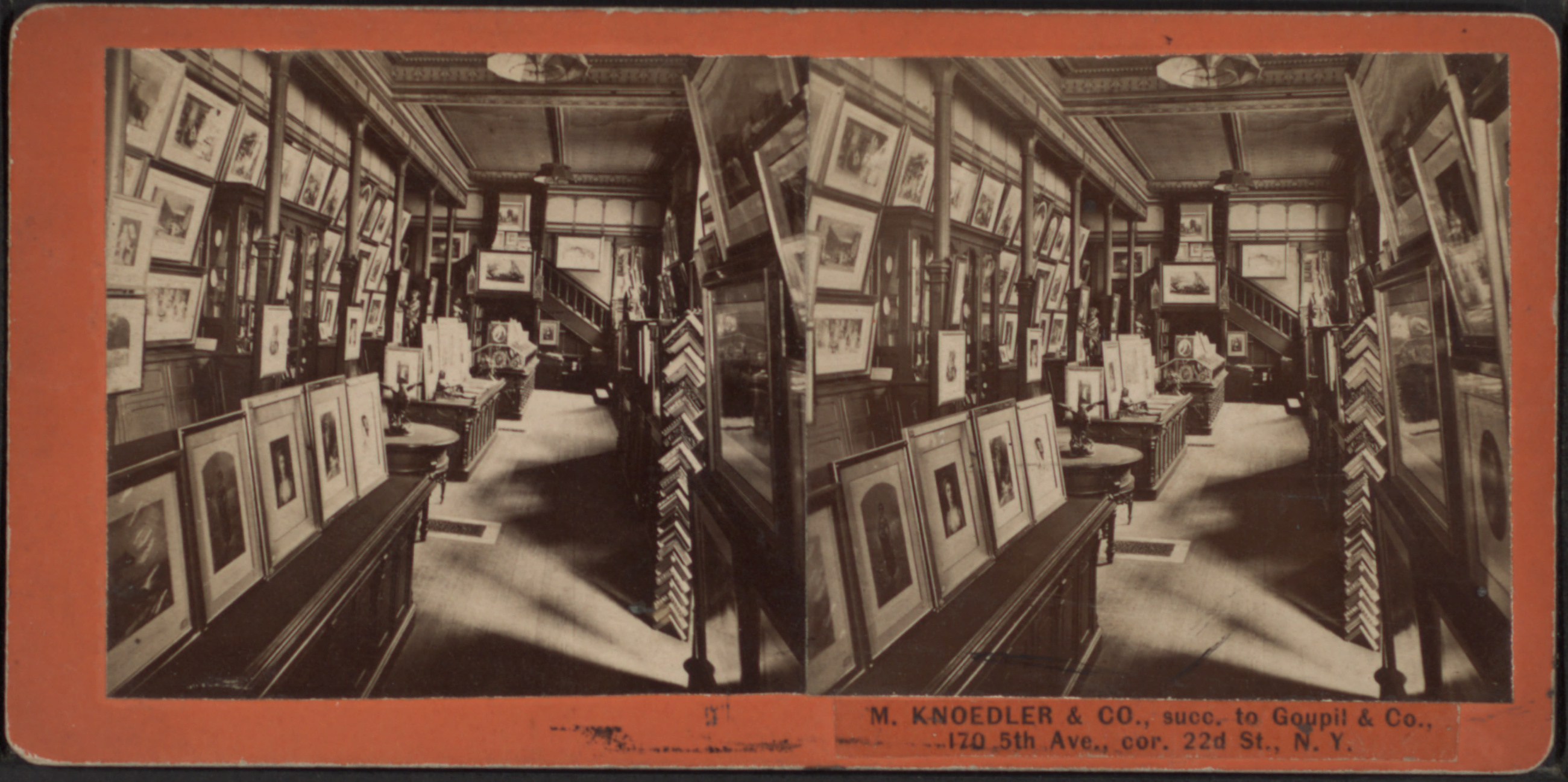
諾德勒畫廊的內部照片，攝於西元1860至1880年代。

- M. Knoedler & Co. records, approximately 1848-1971
- Frank Simpson Archive - Records from the London office of Knoedler and Co., ca. 1900–1970
- Reveal 關於2011年詐欺事件的播客，由吉賽兒·雷加唐（Gisele Regatão）和艾蜜莉哈里斯（Emily Harris）於2023年12月報導。